# Geostorm
Geostorm è un film del 2017, diretto da Dean Devlin.
Pellicola di genere catastrofico con protagonisti Gerard Butler, Abbie Cornish, Jim Sturgess, Ed Harris e Andy García.

## Trama
Anno 2019. In seguito alla crisi climatica globale gli Stati del mondo collaborano alla costruzione di un sistema satellitare globale in grado di modificare il clima e annullare tempeste, siccità, uragani che stanno devastando la Terra.
Il sistema prende il nome di Dutch Boy, dalla storia di Hans Brinker, ed è messo a punto da oltre seicento persone, provenienti da ogni parte del mondo, affidate a Jake Lawson. Questi viene convocato a Washington, in Senato, per aver reso operativo il sistema senza autorizzazione. Il fratello Max diventa così il nuovo responsabile del Dutch Boy e, come tale, prende la dura decisione di licenziare Jake.
Tre anni dopo, un gruppo di caschi blu dell'ONU si trova in missione in Afghanistan e assiste a un evento che ha dello straordinario: in mezzo al deserto si verifica una bufera di neve che ghiaccia un intero villaggio. Il Presidente indìce una riunione per discutere su quanto appena successo e qui sembra che solo il sottosegretario Max sia preoccupato per le condizioni del clima, mentre tutti gli altri pensano a come salvare la faccia della nazione e della sua presidenza, in vista delle prossime elezioni. Lawson propone di inviare nello spazio un team di ingegneri, meccanici e tecnici, con l'obiettivo di controllare i satelliti e riparare un'eventuale avaria. Il Presidente accoglie la proposta di Max, ma con una piccola variante: non sarà un team ad andare nello spazio, bensì una sola persona, Jake, questi non ha ancora perdonato il fratello per il licenziamento, ma alla fine accetta.
Lawson parte per lo spazio e giunge alla stazione che gestisce il sistema satellitare. A capo della stazione si trova Ute Fassbinder, che affida a Jake un team formato da vari tecnici: Taylor, Hernandez, Adisa, Dussette.
Nel frattempo, anche a Hong Kong si verifica un evento climatico dalle dimensioni enormi: un surriscaldamento anomalo porta distruzione e scompiglio. Cheng Long, rappresentante della città cinese, informa Max che gli eventi verificatisi potrebbero essere dovuti a manomissioni del Dutch Boy e comporterebbero il manifestarsi di un geostorm, cioè una catastrofe climatica di portata apocalittica. Inoltre, Long solleva il dubbio che, all'interno del governo, ci sia qualcuno che stia insabbiando tutto. Long atterra a Washington per parlare con l'amico e riferirgli chi sia il colpevole delle catastrofi, ma non fa in tempo; infatti, un uomo lo spinge mentre sta attraversando la strada e muore travolto da un'auto, tra le braccia di un disperato Max.
Jake, intanto, viene a conoscenza delle manomissioni all'interno del dispositivo e cerca di scoprire chi possa essere il colpevole. Durante una missione di recupero di un hard disk in un pannello dove potrebbero esserci le prove della manomissione, ha un guasto alla tuta e per pochissimo riesce a salvarsi . Tuttavia quando Jake cerca di usare la backdoor per leggere i dati, si accorge che questa è stata bloccata, per cui considera che il tentativo di hackeraggio sia molto serio, complice un altro attentato fallito. Consapevole dell'ennesimo tentativo di sabotaggio, Jake si mette in contatto col fratello e gli comunica la situazione usando un messaggio in codice. Max si mette subito al lavoro e, con l'aiuto di Dana, un'esperta informatica, scopre che l'intenzione del sabotatore è quella di creare un geostorm, facendo pensare che si tratti di incidenti. Jake scopre, invece, che le anomalie del Dutch Boy avvengono tramite l'immissione di virus nel sistema operativo e, per eliminarli, è necessario che il Dutch Boy venga disattivato per pochi minuti. Ciò comporterebbe conseguenze gravissime sul clima terrestre, mettendo a repentaglio la vita di migliaia di persone.
Nonostante i tentativi per porre rimedio alla catastrofe, parte un conto alla rovescia di novanta minuti, terminati i quali si verificherà il geostorm. Max deve recuperare i codici killer necessari affinché Jake possa disattivare il Dutch Boy e porre fine agli incidenti, ma per farlo deve servirsi del Presidente Palma in quanto il codice killer sono i suoi parametri biometrici. Max chiede aiuto all'amico e segretario di Stato Leonard Dekkom, sperando che il Presidente collabori. Nel frattempo, anche la stazione spaziale si sta autodistruggendo. Jake individua in Taylor l'artefice dei virus. Il ragazzo, infatti, una volta trovato con le mani nel sacco, confessa il diabolico piano e, dopo una breve lotta con Jake, viene risucchiato nello spazio da un finestrino rotto.
Intanto Max chiede aiuto a Dekkom per avere i codici killer e qui scopre che il vero autore del piano è proprio lui in quanto cerca di ucciderlo. Lawson si rivolge, allora, alla fidanzata, l'agente dei servizi segreti Sarah Wilson, per portare a termine il suo piano e rapire il Presidente per fermare l'ormai incombente geostorm, intanto situazioni estreme iniziano a verificarsi sul pianeta. Il progetto di Dekkom è chiaro: vuole far credere che dietro ai disastri climatici ci sia il Presidente, che, una volta morto, potrà essere considerato un valido colpevole mentre lui prenderà la presidenza, dopo aver eliminato tutti gli antagonisti. Palma fugge insieme a Max e Sarah, e vengono inseguiti da Dekkom e dai suoi uomini, ma riescono dopo vari pericoli a mettersi in salvo e una volta neutralizzati gli inseguitori a far arrestare Dekkom.
Nella stazione spaziale, intanto, gli ospiti iniziano ad abbandonare la struttura, occupando gli shuttle. Solo Jake decide di rimanere, confidando nel fratello che, una volta presi i codici, glieli comunicherà, permettendogli di riavviare Dutch Boy. Il Presidente inserisce i codici che fermeranno il geostorm, ma sono inefficienti per mettere fine all'autodistruzione della stazione. Jake, quindi, è senza via di scampo e, consapevole del suo sacrificio, si riconcilia col fratello e gli affida la figlia Anna. Lawson, però, non è da solo: Ute non è salita a bordo dello shuttle che l'avrebbe condotta a casa, così come aveva fatto credere, la donna è rimasta per trovarsi al fianco di Jake nella sua ultima missione.
La Terra è salva; il Dutch Boy ripulito dai virus, e il suo controllo viene trasferito dalla stazione spaziale (in autodistruzione) alla NASA. Ma Jake e Ute fanno un estremo tentativo di salvataggio salendo su un satellite, con la speranza che dalla Terra possa essere individuato. E così effettivamente avviene: i due vengono agganciati da uno shuttle e vengono riportati a casa.
Sei mesi dopo: Jake e Max trascorrono del tempo insieme con Anna, Jake inoltre è  pronto per ripartire per lo spazio, per la ricostruzione della stazione.

## Distribuzione
Il primo trailer viene diffuso l'8 marzo 2017. Il film è stato distribuito negli Stati Uniti il 20 ottobre 2017. In Italia è distribuito nelle sale dal 1º novembre 2017.

## Accoglienza
Il film è stato stroncato dalla critica. Sull'aggregatore Rotten Tomatoes detiene un 16% di giudizi positivi, basato su 92 recensioni professionali e con un voto medio di 3,5/10. Sul sito Metacritic il film ha un punteggio del 22 su 100, basato sul parere di 22 critici.